# 위임통치령
위임통치령(委任統治領, 영어: The League of Nations Mandate)은 제1차 세계 대전 이후 패전국들의 영토를 국제 연맹에 의해 위임통치라는 명목으로(몇몇 위임통치령은 사실상의 식민지였다.) 할양받은 땅을 의미한다. 위임통치령은 얼마가지 않아 거의 모두 해체되었지만 제2차 세계 대전이 끝난 후 아직 존재하던 위임통치령은 국제연합 소속의 신탁통치령으로 변경되었다. 위임통치령들은 A 클래스 위임통치령과 B 클래스 위임통치령 그리고 C 클래스 위임통치령으로 구분되었다.

## 설립 과정
제1차 세계 대전이 발발하자, 미국이 참전하기 이전에 대영 제국, 프랑스, 일본 제국등은 독일 제국의 식민지와 오스만 제국의 속주를 점령하고, 서로 비밀 협정에 의해 전후의 분배에 대해 합의하고 있었다. 그러나 전후 처리가 시작되면 비밀 협정에 따른 식민지의 분배에 대해 미국의 우드로 윌슨 대통령이 이의를 제기했다. 그는 민족자결주의를 주장하고 전쟁 후 패전국의 식민지를 전승 국인 재분배하는 관행이 계속되는 한 식민지 쟁탈전이 언제까지 지나도 반복되는 위험을 강하게 어필했다. 그 배경에는, 미국 이외의 전승국이 지배 영역을 확대하는 것을 용인하는 것은, 미국에 있어서 불이익하고 스스로의 지지율을 내리는 요인이 될 수 있는 것도 있었다. 서로 양보하지 않고, 양자의 교섭은 난항을 겪었다. 그 중으로, 영국이 대표로 해 회의에 출석하고 있던, 남아프리카 연방 얀 스머츠(Jan Smuts) 장군은 타협안으로서 위임통치 제도를 제안했다. 스머츠 장군의 안으로는, 그 대상 지역은 독일의 식민지와 러시아 혁명에 의해서 넘어진 러시아 제국의 지배하에 있던 동유럽 지역을 포함하였지만 윌슨 대통령은 이것을 독일의 식민지와 오스만 제국의 지배하에 있던 중동 지역에 수정하는 것으로 찬성했다. 일본 제국이나 대영 제국 등도 이 제도가 운용하기 나름으로 종래의 식민지 통치와 실질적으로는 같게 된다고 판단해 찬성했다. 위임통치 제도는 베르사이유 조약의 제1편인 국제연맹 규약에 규정되어 동 조약이 발효한 1920년 1월 20일에 국제 연맹의 발족과 동시에 시작되었다.

## 제도의 구조
위임통치를 담당하는 나라는 수임국이라고 한다. 대전 중에 해당 지역을 점령한 나라가 수임국이 되고 있다. 위임통치령은, 지역 주민의 자치 능력의 정도로 따르고, A·B·C의 3단계로 분류되어 통치의 방법이 다르다. A 클래스는 주민자치를 인정해 조기 독립을 재촉하는 지역이다. 이 지역은 조기 독립을 전제로 하고 있었으므로, 그 주민에게는 수임국과는 다른 국적이 주어졌다. B·C 클래스에 해당하는 지역은, 주민의 수준이 자치·독립에 아직도 불충분하기 때문에, 수임국의 개입이 기대되는 지역이다. B 클래스에서는 독일 식민지였던 중앙아프리카의 카메룬(Cameroon)·토골란드(Togoland)·탕가니카(Tanganyca) 등에 적용된 통치방식으로는 수임국이 시정의 책임을 지는 것이다. B 클래스는 종교 그 외의 면에서 지역 주민의 독자성을 가능한 한 존중하는 것이 요구되어 수임국과는 다른 법제도에 의한 통치 방법이 취해지는 지역이다. C 클래스는 인구가 적게 지역의 문화가 수임국의 문화와 공통점이 많기 때문에, 수임국의 구성 부분으로서 취급하는 것이 허락되었다. B·C 클래스 지역 주민에 대해서는 국적은 주어지지 않았다.
위임통치의 감독은 국제연맹 이사회의 권한이지만 그 사무 처리를 행하기 위한 상설의 위임통치 위원회가 설치되었다. 각 수임국은 정기적으로 국제연맹 이사회에 대해, 해당 지역의 통치에 관한 보고를 할 의무가 있었다.

## 위임통치령 목록

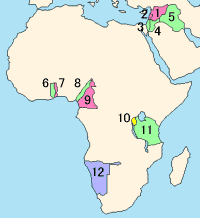
중동과 아프리카의 위임통치령: 1. 시리아, 2. 레바논, 3. 팔레스타인, 4. 요르단, 5. 메소포타미아, 6. 영국령 토고 (영국), 7. 토고(프랑스), 8. 카메룬(영국), 9. 카메룬(프랑스), 10. 루안다-우룬디, 11. 탕가니카, 12. 남서아프리카

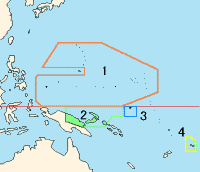
태평양의 위임통치령 1. 남태평양, 2. 뉴기니, 3. 나우루, 4. 서사모아

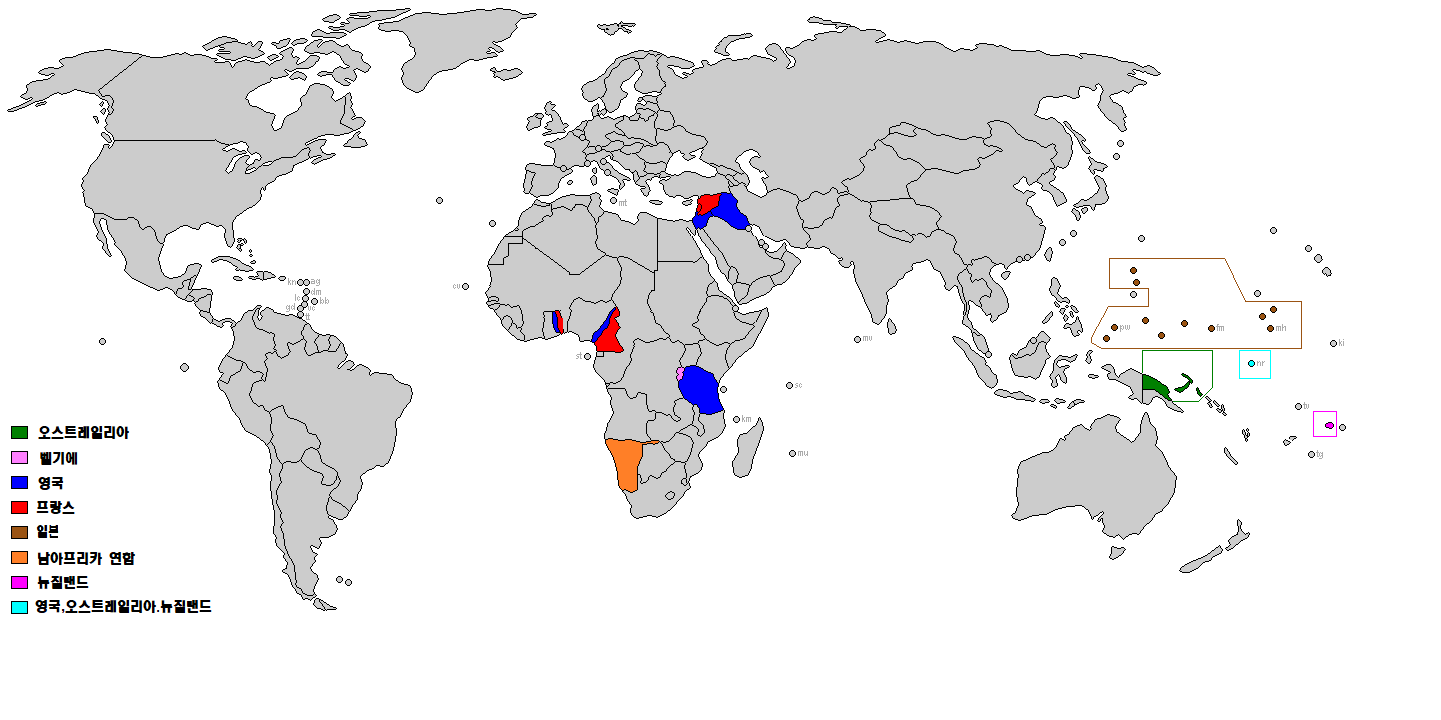
국제연맹 위임통치령

### A형
- 영국 위임통치령 팔레스타인
- 프랑스 위임통치령 시리아
- 영국 위임통치령 메소포타미아

### B형
- 벨기에 위임통치령 루안다-우룬디
- 영국 위임통치령 탕가니카
- 영국 위임통치령 카메룬 (서카메룬)
- 프랑스 위임통치령 카메룬 (동카메룬)
- 영국 위임통치령 토골란드 (서토고)
- 프랑스 위임통치령 토골란드 (동토고)

### C형
- 오스트레일리아 위임통치령 뉴기니 (뉴기니 준주)
- 영국-오스트레일리아-뉴질랜드 위임통치령 나우루
- 일본 위임통치령 남태평양 (남양 군도)
- 남아프리카 연방 위임통치령 남서아프리카 (남서아프리카)
- 뉴질랜드 위임통치령 서사모아 (서사모아 신탁통치령)

## 같이 보기
- 신탁통치령